# Divízió I 2017
La Divízió I 2017 (detta anche "Fezen Divízió I 2017" per ragioni di sponsorizzazione) è l'11ª edizione del campionato di football americano di secondo livello, organizzato dalla MAFSZ.

## Squadre partecipanti
| Club                | Città          | Stadio | Sponsor ufficiale | Risultato nella stagione 2016 |
| ------------------- | -------------- | ------ | ----------------- | ----------------------------- |
| Budapest Cowbells 2 | Budapest       |        |                   |                               |
| Budapest Eagles     | Budapest       |        |                   |                               |
| Debrecen Gladiators | Debrecen       |        |                   |                               |
| Fehérvár Enthroners | Székesfehérvár |        |                   |                               |
| Miskolc Renegades   | Miskolc        |        |                   |                               |

## Stagione regolare

### Calendario

#### 1ª giornata
| 25 marzo 2017 | Miskolc Renegades | 37 – 13 | Budapest Cowbells 2 |  |

| 26 marzo 2017 | Budapest Eagles | 20 – 48 | Fehérvár Enthroners |  |

#### 2ª giornata
| 2 aprile 2017 | Budapest Cowbells 2 | 21 – 0 | Debrecen Gladiators |  |

#### 3ª giornata
| 15 aprile 2017 | Budapest Eagles | 37 – 0 | Debrecen Gladiators |  |

| 16 aprile 2017 | Fehérvár Enthroners | 34 – 12 | Miskolc Renegades |  |

#### 4ª giornata
| 23 aprile 2017 | Debrecen Gladiators | 14 – 19 | Miskolc Renegades |  |

#### 5ª giornata
| 29 aprile 2017 | Budapest Cowbells 2 | 0 – 31 | Budapest Eagles |  |

#### 6ª giornata
| 13 maggio 2017 | Miskolc Renegades | 6 – 31 | Budapest Eagles |  |

| 14 maggio 2017 | Debrecen Gladiators | 0 – 33 | Fehérvár Enthroners |  |

#### 7ª giornata
| 28 maggio 2017 | Fehérvár Enthroners | 58 – 0 | Budapest Cowbells 2 |  |

### Classifica
La classifica della regular season è la seguente:
- PCT = percentuale di vittorie, G = partite giocate, V = partite vinte,  P = partite perse, PF = punti fatti, PS = punti subiti

| Pos. | Squadra             | PCT   | G | V | N | P | PF  | PS  |
| ---- | ------------------- | ----- | - | - | - | - | --- | --- |
| 1    | Fehérvár Enthroners | 1.000 | 4 | 4 | 0 | 0 | 173 | 32  |
| 2    | Budapest Eagles     | .750  | 4 | 3 | 0 | 1 | 119 | 54  |
| 3    | Miskolc Renegades   | .500  | 4 | 2 | 0 | 2 | 74  | 92  |
| 4    | Budapest Cowbells 2 | .250  | 4 | 1 | 0 | 3 | 34  | 126 |
| 5    | Debrecen Gladiators | .000  | 4 | 0 | 0 | 4 | 14  | 110 |

## Seconda fase

### Calendario

#### 1º turno
| 11 giugno 2017 | Miskolc Renegades | 0 – 55 | Fehérvár Enthroners |  |

| 11 giugno 2017 | Budapest Eagles | 47 – 20 | Budapest Cowbells 2 |  |

#### 2º turno
| 24 giugno 2017 | Miskolc Renegades | 7 – 20 | Budapest Cowbells 2 |  |

| 25 giugno 2017 | Fehérvár Enthroners | 28 – 13 | Budapest Eagles |  |

#### 3º turno
| 1º luglio 2017 | Budapest Cowbells 2 | 0 – 57 | Fehérvár Enthroners |  |

| 1º luglio 2017 | Budapest Eagles | 47 – 7 | Miskolc Renegades |  |

### Classifica
La classifica della seconda fase è la seguente:
- PCT = percentuale di vittorie, G = partite giocate, V = partite vinte,  P = partite perse, PF = punti fatti, PS = punti subiti

| Pos. | Squadra             | PCT   | G | V | N | P | PF  | PS  |
| ---- | ------------------- | ----- | - | - | - | - | --- | --- |
| 1    | Fehérvár Enthroners | 1.000 | 3 | 3 | 0 | 0 | 140 | 13  |
| 2    | Budapest Eagles     | .667  | 3 | 2 | 0 | 1 | 107 | 55  |
| 3    | Budapest Cowbells 2 | .333  | 3 | 1 | 0 | 2 | 40  | 111 |
| 4    | Miskolc Renegades   | .000  | 3 | 0 | 0 | 3 | 14  | 122 |

La classifica generale dopo le due fasi è la seguente:
| Pos. | Squadra             | PCT   | G | V | N | P | PF  | PS  |
| ---- | ------------------- | ----- | - | - | - | - | --- | --- |
| 1    | Fehérvár Enthroners | 1.000 | 7 | 7 | 0 | 0 | 313 | 45  |
| 2    | Budapest Eagles     | .714  | 7 | 5 | 0 | 2 | 226 | 109 |
| 3    | Miskolc Renegades   | .286  | 7 | 2 | 0 | 5 | 88  | 214 |
| 4    | Budapest Cowbells 2 | .286  | 7 | 2 | 0 | 5 | 74  | 237 |
| 5    | Debrecen Gladiators | .000  | 4 | 0 | 0 | 4 | 14  | 110 |

## XI Pannon Bowl
| 15 luglio 2017 | Fehérvár Enthroners | 28 – 7 | Budapest Eagles |  |

## Verdetti
- Fehérvár Enthroners Vincitori della Divízió I 2017